# Евсеенко, Михаил Андрианович
Михаил Андрианович Евсеенко (19 января (1 февраля) 1908, Хашури, Российская империя — 2 марта 1985, Москва, РСФСР) — советский государственный деятель, министр нефтяной промышленности СССР (1955—1957). Кандидат в члены ЦК КПСС (1956—1961).

## Биография

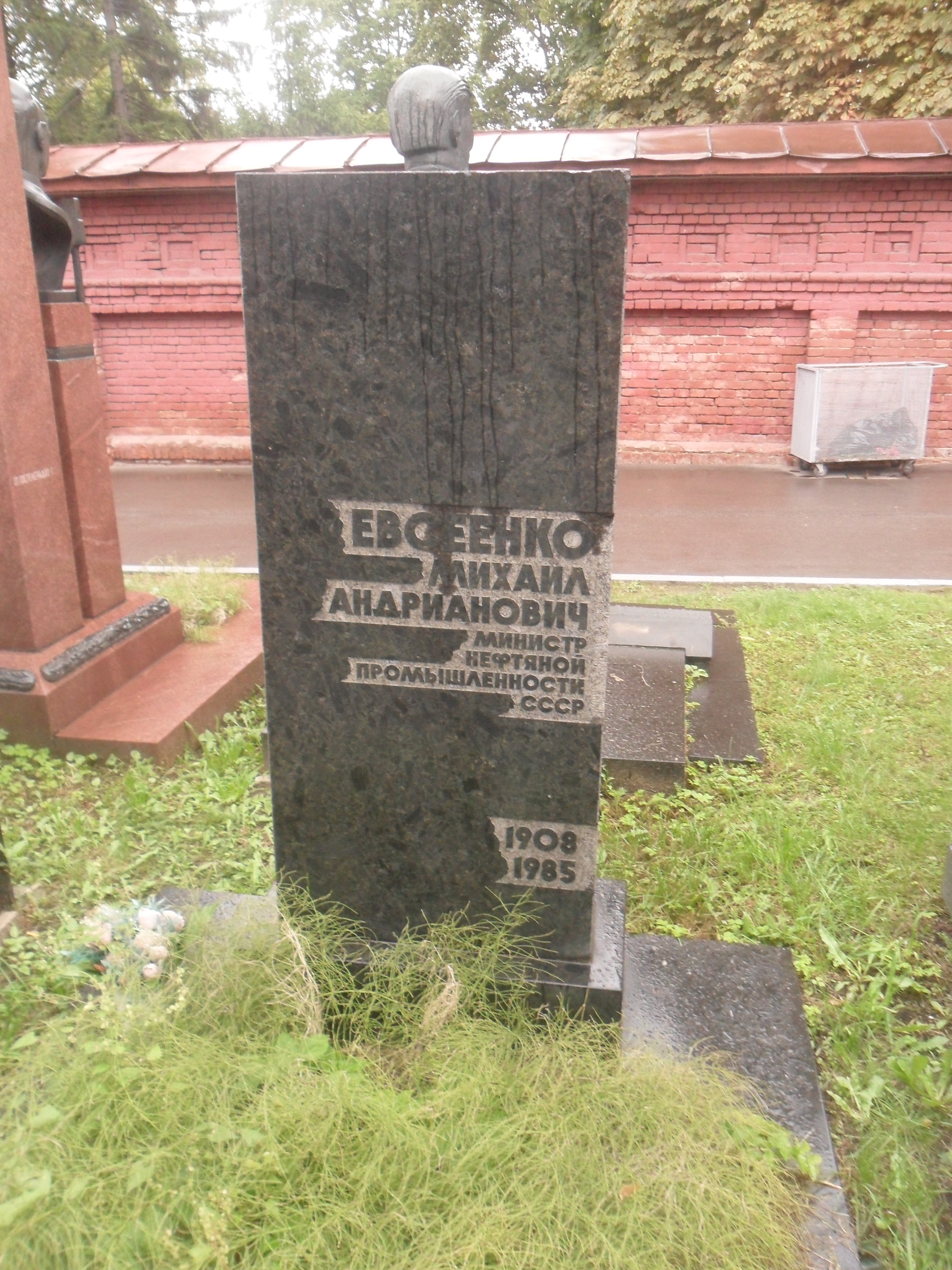
Могила Евсеенко на Новодевичьем кладбище Москвы.

Родился в семье железнодорожного рабочего.
В 1936 г. окончил Азербайджанский нефтяной институт.
С 1936 г. — заместитель заведующего 2-м промыслом Азизбековнефти.
С июля 1937 г. — управляющий трестом «Лениннефть» Азнефтекомбината.
В 1937—1938 гг. — председатель Бакинского горисполкома.
В 1938—1939 гг. — начальник Главнефтедобычи наркомата тяжелой промышленности СССР.
В феврале-октябре 1939 г. — начальник Главного управления добычи нефти на Кавказе наркомата топливной промышленности СССР.
В 1939—1940 гг. — заместитель наркома нефтяной промышленности СССР.
В 1940—1942 гг. — начальник Азнефтекомбината.
В 1942—1946 гг. — заместитель наркома нефтяной промышленности СССР.
В 1946—1948 гг. — министр нефтяной промышленности восточных районов СССР.
В 1948—1954 гг. — первый заместитель министра нефтяной промышленности СССР.
В 1954—1955 гг. — заместитель председателя Бюро по металлургии, топливной промышленности и геологии при Совете Министров СССР.
В январе-мае 1955 г. — министр строительства предприятий нефтяной промышленности СССР.
В 1955—1957 гг. — министр нефтяной промышленности СССР.
В 1957—1958 гг. — заместитель председателя Госплана РСФСР — министр РСФСР.
В 1958—1963 гг. — председатель Чечено-Ингушского совнархоза.
В 1963—1965 гг. — заместитель начальника Главного управления геологии РСФСР, заместитель председателя Государственного производственного комитета РСФСР.
В 1965—1976 гг. — первый заместитель Министра геологии СССР.
Член ВКП(б) с 1929 г. Депутат Верховного Совета СССР 1, 6 созывов.
С июня 1976 г. персональный пенсионер союзного значения.
Похоронен в Москве на Новодевичьем кладбище.
Награждён четырьмя орденами Ленина, тремя орденами Трудового Красного Знамени (27.04.1940, «в ознаменование 20-й годовщины освобождения Азербайджана от ига капитализма и установления там советской власти, за успехи в развитии нефтяной промышленности, за достижения в области подъёма сельского хозяйства и образцовое выполнение строительства Самур-Дивичинского канала»; …; …).